# Оршанский район (Марий Эл)

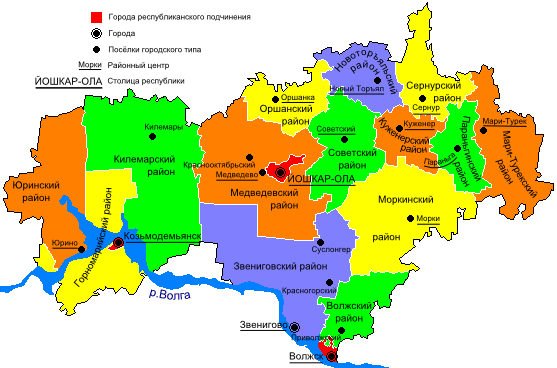
Республика Марий Эл

Орша́нский райо́н (мар. Оршанке кундем) — административно-территориальная единица и муниципальное образование (муниципальный район) в составе республики Марий Эл Российской Федерации.
Административный центр — посёлок городского типа Оршанка.

## География
Оршанский район расположен на севере Марий Эл и граничит: с юга — с Медведевским, с юго-востока — с Советским, с востока — с Новоторъяльским районами республики, с севера — с Кировской областью.
Площадь района 880 км² или (88 000 га).
На территории района находится самое глубокое озеро Республики Марий Эл и Поволжья — Табашинское (Зрыв).

## История
28 августа 1924 года на основании постановления президиума ВЦМК О новом административно-территориальном делении Марийской автономной области был образован Оршанский кантон, который 20 июня 1932 года был преобразован в Оршанский район.
11 марта 1959 года к Оршанскому району была присоединена часть территории упразднённого Пектубаевского района.
В 1963 году район был ликвидирован, а его территория вошла в состав Медведевского района Марийской АССР. Однако через два года район был вновь восстановлен.

## Население
| 2002    | 2005    | 2009    | 2010    | 2011    | 2012    | 2013    | 2014    | 2015    |
| ------- | ------- | ------- | ------- | ------- | ------- | ------- | ------- | ------- |
| 15 832  | ↘15 700 | ↘15 341 | ↘15 139 | ↘15 125 | ↘14 978 | ↘14 655 | ↘14 402 | ↘14 207 |
| 2016    | 2017    | 2018    | 2019    | 2020    | 2021    | 2023    |         |         |
| ↘14 046 | ↘13 890 | ↘13 663 | ↘13 313 | ↘13 158 | ↘12 703 | ↘12 379 |         |         |

### Урбанизация
В городских условиях (пгт Оршанка) проживают 44,44 % населения района.

### Национальный состав
Национальный состав населения Оршанского района согласно Всероссийской переписи населения 2010 года. По данным переписи в районе встречаются представители более 31 национальности.
| № |                           | Численность населения, чел. (2010) | % от всего | % от указав- ших нацио- наль- ность |
| - | ------------------------- | ---------------------------------- | ---------- | ----------------------------------- |
|   | всего                     | 15 139                             | 100,00 %   |                                     |
| 1 | Марийцы                   | 8415                               | 55,58 %    | 57,93 %                             |
| 2 | Русские                   | 5763                               | 38,07 %    | 39,68 %                             |
| 3 | Татары                    | 97                                 | 0,64 %     | 0,67 %                              |
| 4 | Чуваши                    | 90                                 | 0,59 %     | 0,62 %                              |
| 5 | Украинцы                  | 39                                 | 0,26 %     | 0,27 %                              |
| 6 | Удмурты                   | 13                                 | 0,09 %     | 0,09 %                              |
| 7 | Армяне                    | 12                                 | 0,08 %     | 0,08 %                              |
|   | другие                    | 96                                 | 0,63 %     | 0,66 %                              |
|   | указали национальность    | 14 525                             | 95,94 %    | 100,00 %                            |
|   | не указали национальность | 614                                | 4,06 %     |                                     |

По итогам переписи населения 2020 года проживали следующие национальности (национальности менее 0,1 % и другое см. в сноске к строке «Другие»):
| Национальность | Численность, чел. | Доля     |
| -------------- | ----------------- | -------- |
| Марийцы        | 6683              | 52,61 %  |
| Русские        | 5634              | 44,35 %  |
| Татары         | 83                | 0,65 %   |
| Чуваши         | 55                | 0,43 %   |
| Украинцы       | 20                | 0,16 %   |
| Узбеки         | 17                | 0,13 %   |
| Другие         | 211               | 1,67 %   |
| Итого          | 12 703            | 100,00 % |

## Административное деление
В Оршанский район как административно-территориальную единицу входят 1 посёлок городского типа (пгт) и 3 сельских округа. Сельские округа одноимённы образованным в их границах сельским поселениям, а пгт — городскому поселению.
В Оршанский муниципальный район входят 4 муниципальных образования, в том числе 1 городское поселение и
3 сельских поселения.
| №        | Муниципальное образование | Административный центр | Количество населённых пунктов | Население (чел.) | Площадь (км²) |
| -------- | ------------------------- | ---------------------- | ----------------------------- | ---------------- | ------------- |
| 1e-06    | Городское поселение:      |                        |                               |                  |               |
| 1        | Оршанка                   | пгт Оршанка            | 1                             | ↘5501            | 7,77          |
| 1.000002 | Сельские поселения:       |                        |                               |                  |               |
| 2        | Великопольское            | село Великополье       | 12                            | ↘1765            | 109,51        |
| 3        | Марковское                | деревня Марково        | 31                            | ↘3052            | 439,94        |
| 4        | Шулкинское                | село Шулка             | 29                            | ↘2061            | 338,60        |

Законом Республики Марий Эл от 28 апреля 2014 года, Старокрещенское и Великопольское сельские поселения были объединены в новое муниципальное образование Великопольское сельское поселение с административным центром в селе Великополье; Табашинское, Большеоршинское, Каракшинское, Марковское и Упшинское сельские поселения были объединены в новое муниципальное образование Марковское сельское поселение с административным центром в деревне Марково; Лужбелякское, Чирковское и Шулкинское сельские поселения были объединены в новое муниципальное образование Шулкинское сельское поселение с административным центром в селе Шулка.

### Населённые пункты
В Оршанском районе 73 населённых пункта.
| №  | Населённый пункт | Тип     | Население | Муниципальное образование         |
| -- | ---------------- | ------- | --------- | --------------------------------- |
| 1  | Александровка    | деревня | 0         | Шулкинское сельское поселение     |
| 2  | Анисково         | деревня | 2         | Шулкинское сельское поселение     |
| 3  | Аппаково         | деревня | 141       | Шулкинское сельское поселение     |
| 4  | Беляево          | деревня | 10        | Шулкинское сельское поселение     |
| 5  | Блиново          | деревня | 31        | Марковское сельское поселение     |
| 6  | Большая Орша     | деревня | 429       | Марковское сельское поселение     |
| 7  | Большие Чирки    | деревня | 61        | Шулкинское сельское поселение     |
| 8  | Большой Кугланур | деревня | 289       | Шулкинское сельское поселение     |
| 9  | Большой Немдеж   | деревня | 13        | Шулкинское сельское поселение     |
| 10 | Васильевка       | выселок | 1         | Марковское сельское поселение     |
| 11 | Великополье      | село    | 563       | Великопольское сельское поселение |
| 12 | Верхняя Каракша  | деревня | 9         | Марковское сельское поселение     |
| 13 | Видякино         | деревня | 16        | Марковское сельское поселение     |
| 14 | Воробьи          | деревня | 13        | Марковское сельское поселение     |
| 15 | Гришунята        | деревня | 4         | Шулкинское сельское поселение     |
| 16 | Гусево           | деревня | 0         | Марковское сельское поселение     |
| 17 | Дубовляны        | деревня | 3         | Шулкинское сельское поселение     |
| 18 | Зайцево          | деревня | 12        | Марковское сельское поселение     |
| 19 | Ивановка         | деревня | 114       | Марковское сельское поселение     |
| 20 | Ильинка          | деревня | 8         | Марковское сельское поселение     |
| 21 | Ильинка          | посёлок | 184       | Великопольское сельское поселение |
| 22 | Кашнур           | деревня | 0         | Шулкинское сельское поселение     |
| 23 | Кёрды            | деревня | 56        | Великопольское сельское поселение |
| 24 | Клюкино          | деревня | 33        | Марковское сельское поселение     |
| 25 | Кордемка         | деревня | 9         | Шулкинское сельское поселение     |
| 26 | Красная Речка    | село    | 15        | Шулкинское сельское поселение     |
| 27 | Кугенер          | деревня | 24        | Шулкинское сельское поселение     |
| 28 | Кучка            | село    | 94        | Марковское сельское поселение     |
| 29 | Лужбеляк         | деревня | 475       | Шулкинское сельское поселение     |
| 30 | Малая Каракша    | деревня | 512       | Марковское сельское поселение     |
| 31 | Малая Орша       | деревня | 171       | Марковское сельское поселение     |
| 32 | Малый Кугланур   | деревня | 46        | Шулкинское сельское поселение     |
| 33 | Малый Кугунур    | деревня | 225       | Марковское сельское поселение     |
| 34 | Малый Пуял       | деревня | 65        | Великопольское сельское поселение |
| 35 | Мари-Ернур       | деревня | 191       | Великопольское сельское поселение |
| 36 | Марийская Руя    | деревня | 27        | Марковское сельское поселение     |
| 37 | Марково          | деревня | 754       | Марковское сельское поселение     |
| 38 | Мурзята          | деревня | 2         | Шулкинское сельское поселение     |
| 39 | Мушинцы          | деревня | 0         | Шулкинское сельское поселение     |
| 40 | Нижняя Лопсола   | деревня | 39        | Великопольское сельское поселение |
| 41 | Новинск          | деревня | 89        | Марковское сельское поселение     |
| 42 | Новолож          | деревня | 76        | Шулкинское сельское поселение     |
| 43 | Норка            | деревня | 8         | Марковское сельское поселение     |
| 44 | Овечкино         | деревня | 28        | Марковское сельское поселение     |
| 45 | Оршанка          | пгт     | ↘5501     | городское поселение Оршанка       |
| 46 | Отары            | деревня | 259       | Шулкинское сельское поселение     |
| 47 | Ошлангер         | деревня | 107       | Великопольское сельское поселение |
| 48 | Павловский       | выселок | 3         | Шулкинское сельское поселение     |
| 49 | Пеганур          | деревня | 14        | Шулкинское сельское поселение     |
| 50 | Пиштенгер        | деревня | 9         | Марковское сельское поселение     |
| 51 | Праздничата      | деревня | 13        | Шулкинское сельское поселение     |
| 52 | Пуял             | деревня | 403       | Великопольское сельское поселение |
| 53 | Пуялка           | деревня | 3         | Шулкинское сельское поселение     |
| 54 | Пуялка-Орлово    | деревня | 163       | Шулкинское сельское поселение     |
| 55 | Русская Руя      | деревня | 8         | Марковское сельское поселение     |
| 56 | Русский Кугланур | деревня | 0         | Шулкинское сельское поселение     |
| 57 | Солонер          | деревня | 18        | Шулкинское сельское поселение     |
| 58 | Средний Немдеж   | деревня | 29        | Шулкинское сельское поселение     |
| 59 | Старая Пижанка   | деревня | 21        | Марковское сельское поселение     |
| 60 | Старое Крещено   | деревня | 433       | Великопольское сельское поселение |
| 61 | Старое Село      | деревня | 0         | Великопольское сельское поселение |
| 62 | Табашино         | село    | 434       | Марковское сельское поселение     |
| 63 | Табашино         | станция | 37        | Марковское сельское поселение     |
| 64 | Упша             | село    | 380       | Марковское сельское поселение     |
| 65 | Успенка          | деревня | 4         | Великопольское сельское поселение |
| 66 | Ушаково          | деревня | 14        | Марковское сельское поселение     |
| 67 | Хорошавино       | деревня | 42        | Марковское сельское поселение     |
| 68 | Хорошавинский    | посёлок | 124       | Марковское сельское поселение     |
| 69 | Чёрный Ключ      | деревня | 0         | Марковское сельское поселение     |
| 70 | Чирки            | деревня | 481       | Шулкинское сельское поселение     |
| 71 | Шулка            | село    | 609       | Шулкинское сельское поселение     |
| 72 | Ягодка           | деревня | 22        | Марковское сельское поселение     |
| 73 | Яндылетково      | деревня | 78        | Великопольское сельское поселение |

## Экономика
Промышленность
В 2009 году крупными и средними предприятиями обрабатывающих производств отгружено товаров собственного производства, выполнено работ и услуг на сумму 9,91 млрд рублей.
Марийский нефтеперегонный завод, мощность завода по переработке сырой нефти достигла 1 250 тыс. тонн в год.

## Культура и образование
- Оршанский педагогический колледж им. А. К. Глушкова
- Оршанский индустриальный техникум

## Археология
- По стоянке у деревни Чирки Оршанского района Марийской АССР А. Х. Халиковым была выделена «чирковско-сейминская культура» эпохи бронзы, которая археологической литературе как чирковская культура. В. П. Третьяков видел основу чирковской культуры в балановской культуре[28].

## Известные уроженцы
- Бахтин Серафим Евсеевич (1916—1991) — советский военный деятель. В годы Великой Отечественной войны — командир батареи 517 корпусного пушечного артиллерийского полка РГК 33 армии на 1 Белорусском фронте (1943—1945), капитан. Подполковник (1957). Член ВКП(б) с 1940 года.
- Комелин Александр Дмитриевич (1920—1976) — советский деятель торговли. Председатель правления Марпотребсоюза (1961—1976). Заслуженный работник торговли РСФСР (1970). Кавалер ордена Ленина (1976). Участник Великой Отечественной войны.